# Toubab
Toubab (für „Weißer Mann“; Alternativtitel: Toubab – Ein erstaunliches Paar) ist ein Film von Florian Dietrich, der am 23. September 2021 in die deutschen Kinos kam. Im Film heiratet der gerade aus der Haft entlassene Babtou, gespielt von Farba Dieng, seinen Kumpel Dennis, gespielt von Julius Nitschkoff, um einer drohenden Abschiebung in den Senegal zu entgehen.

## Handlung
Der Frankfurter Kleinkriminelle Babtou freut sich nach seiner Haftentlassung auf den Neuanfang mit seinem Kumpel Dennis. Sie wollen die neu gewonnene Freiheit genießen und mit den Behörden nichts mehr zu tun haben. Doch schon bei der spontanen Willkommensparty mit Babtous alter Gang läuft alles schief und er wird am selben Tag wieder verhaftet. Wegen wiederholter Straffälligkeiten und einer veränderten Gefahrenlage im Senegal soll er in wenigen Wochen in sein „Heimatland“ abgeschoben werden, in dem er noch nie gewesen ist. Der Fünfundzwanzigjährige wurde zwar in Frankfurt geboren, besitzt aber die deutsche Staatsbürgerschaft nicht.
Babtou lässt sich juristisch beraten, dass eine Heirat mit einer deutschen Staatsangehörigen seine Abschiebung verhindern könnte. Doch die Suche nach einer passenden Kandidatin gestaltet sich schwierig, da der Macho bei den Frauen im Kiez einen schlechten Ruf hat. So versucht er, Dennis zu einer Scheinehe zu überreden. Dieser sträubt sich zunächst, da er sich und seinen Kumpel als harte Typen betrachtet, die mit Homosexualität nichts zu tun haben. Schließlich willigt er doch ein, um Babtou vor der Abschiebung zu bewahren. Aber ein Ermittlerduo der Ausländerbehörde schöpft Verdacht und führt immer wieder neue Kontrollen durch, die das frisch verheiratete Paar jedes Mal um Haaresbreite besteht. Auch Dennis’ Freundin wird zur Komplizin, indem sie sich als Leihmutter ausgibt. In Wahrheit ist sie von Dennis schwanger.
Babtou und Dennis freunden sich mit einer queeren Clique an, die sich als cool und lustig herausstellt. Als alle gemeinsam exzessiv feiern gehen, löst sich die Skepsis von Babtou und Dennis in einem wilden Rausch auf, bei dem jeder mit jedem knutscht. Babtou fühlt sich zur lesbischen Yara hingezogen, sie scheint ihn ebenfalls zu mögen. Im Morgengrauen hören sie auf dem Balkon der Hochhaussiedlung zusammen ein Liebeslied an.
Die Gang um den gefürchteten Leader Cengo, der auch mit Babtou befreundet ist, reagiert zunehmend gereizt auf das „Homo-Ehepaar“ und seine queeren Freunde. Immer häufiger kommt es zu Konfrontationen. Schließlich schlagen sie Dennis brutal zusammen und er landet im Krankenhaus. Dort taucht die Ermittlerin der Ausländerbehörde auf und erklärt, sie habe die Tiefe der Beziehung der beiden Männer unterschätzt. Man werde Babtou die Aufenthaltsgenehmigung nun erteilen und er erhalte den deutschen Pass. Die beiden Freunde sind überglücklich.
Zum feierlichen Amtstermin erscheinen Babtou und Dennis gemeinsam. Völlig überraschend werden von den Beamten jedoch neue Beweise angeführt, die belegen, dass Babtou vor der Heirat mit Dennis versucht hat, mehrere Frauen zu einer Eheschließung zu überreden. Zunächst leugnet Babtou alles. Als die Beamten aber androhen, dass Dennis in Haft müsse und die Geburt seines Kindes nicht erleben werde, legt Babtou ein Geständnis ab. Daraufhin wird er umgehend festgenommen und in den Senegal abgeschoben.
Einige Monate später besucht Dennis Babtou in seinem „Heimatland“. Er liegt apathisch in einem abgedunkelten, unordentlichen Zimmer und hat sogar vergessen, Dennis vom Flughafen abzuholen. Nachdem sie sich eine Weile unterhalten haben, umarmen sich die beiden und müssen weinen. Sie beschließen, erstmal richtig gut essen zu gehen. Bevor sie aufbrechen, wirft Dennis seinem Freund eine kleine Geschenkschachtel zu. Babtou öffnet sie. Er findet ein Foto von Yara, auf dem „Fuck The System!“ steht, dazu einen goldenen Ring. Er passt auf Babtous Mittelfinger, den er allmählich grinsend nach oben reckt. Dann machen er und Dennis sich auf den Weg zum Abendessen.

## Produktion

### Stab und Besetzung
Regie führte Florian Dietrich, der gemeinsam mit Arne Dechow auch das Drehbuch schrieb. Es handelt sich bei Toubab um Dietrichs Abschlussprojekt an der Deutschen Film- und Fernsehakademie Berlin und gleichzeitig sein Spielfilmdebüt.

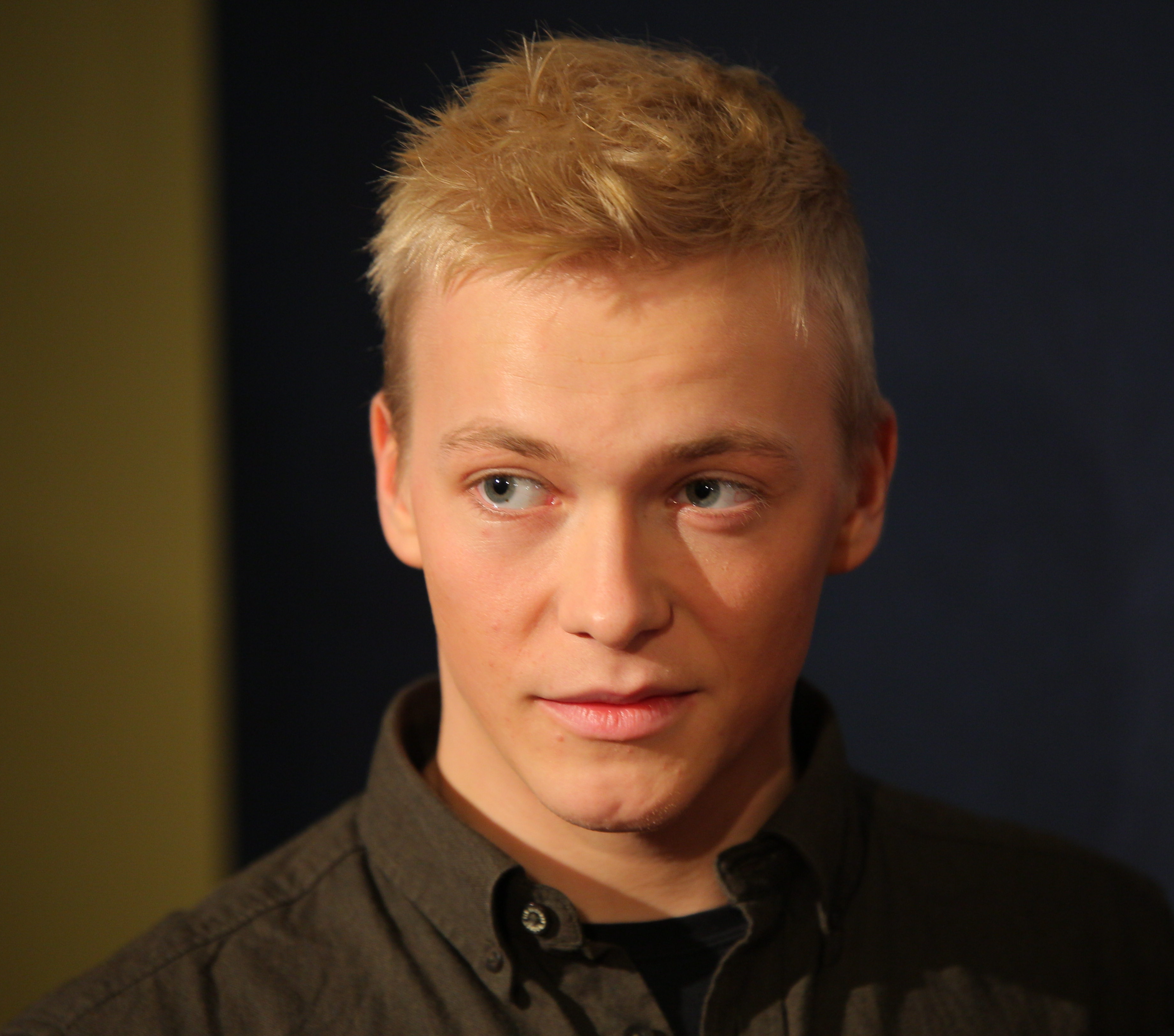
Julius Nitschkoff spielt Dennis

Laut den beiden Filmemachern ist die Idee zu Toubab aus Begegnungen mit jungen Strafgefangenen entstanden, mit denen Dietrich und Dechow in der JVA Wiesbaden bei Theater- und Kunstprojekten zusammengearbeitet hatten. Einige der Jugendlichen hätten ein Abschiebungsverfahren „am Hals gehabt“, obwohl sie in Deutschland geboren worden seien (was jedoch gesetzlich keinen Ausschließungsgrund darstellt). Diese „unfassbare Ungerechtigkeit“ sei der erste Anstoß gewesen, sich mit dem Thema zu befassen.
In den Hauptrollen von Babtou und Dennis sind Farba Dieng und Julius Nitschkoff zu sehen. Der Name Babtou ist Back Slang, eine kodierte Sprache, in der das geschriebene Wort phonemisch rückwärts gesprochen wird, in diesem Fall Verlan für den im Filmtitel genannten „Toubab“ (für „Weißer Mann“ oder „Der Weiße“). Valerie Koch und Michael Maertens spielen Astrid Zeug und Horst Ruppert, die beiden Ermittler von der Ausländerbehörde. Paul Wollin ist in der Rolle von Gangleader Cengo zu sehen, Nina Gummich spielt Dennis' Freundin Manu. Weitere Rollen wurden mit Seyneb Saleh, Uwe Preuss und Christopher Vantis besetzt.

### Dreharbeiten und Filmmusik
Gedreht wurde der Film von Anfang Juli bis Anfang August 2018 in Frankfurt am Main, Darmstadt und Umgebung, unter anderem in einer Plattenbausiedlung in Darmstadt-Kranichstein und einer Werkstatt in Frankfurt. Der Arbeitstitel war Manche lernen's nie, ein anderer Arbeitstitel lautete Homies. Als Kameramann fungierte Max Preiss. Er und der Regisseur waren während einer ersten Location-Tour auf Kranichstein als idealen Hauptdrehort gestoßen. Kranichstein habe etwas von einem Mikrokosmos und funktioniere visuell als Parabel, so der Regisseur: „Es ist ein in sich geschlossener Satellit, wo vieles möglich ist. Es ist sehr schön dort, trotzdem ist natürlich auch die Brutalität der Architektur deutlich spürbar.“
Die Filmmusik komponierte Jakob Vetter.

### Veröffentlichung
Bei der digitalen Ausgabe des Marché du film, dem Festivalmarkt der Internationalen Filmfestspiele von Cannes, wurde der Film im Juni 2020 vorgestellt. Seine Premiere feierte der Film im September 2020 im Rahmen der Filmkunstmesse Leipzig. Der deutsche Kinostart erfolgte am 23. September 2021. Anfang April 2022 wurde er beim Music & Cinema Festival in Aubagne und im weiteren Verlauf des Monats beim Filmfest Bremen gezeigt. Im Juni 2022 wurde er beim Filmfest Emden-Norderney vorgestellt. Toubab eröffnete damit die Niedersächsischen SchulKinoWochen 2022. Im Jahr 2023 wurde der Film zudem im Rahmen der SchulKinoWochen in Bayern vorgestellt.

## Rezeption

### Kritiken
Björn Schneider schreibt in seiner Funktion als Filmkorrespondent der Gilde deutscher Filmkunsttheater, Toubab schaffe es, das ernste, herausfordernde Thema des drohenden Heimatverlusts mit erstaunlicher Leichtigkeit und gut getimter Situationskomik zu behandeln. Auch die starren Regeln des Systems sowie behördliche Bürokratie mit den Umgangsformen der Behördenmitarbeiter hinterfrage Regisseur Florian Dietrich auf kluge Weise, ohne dabei auf frechen Dialogwitz und punktgenaue One-Liner zu verzichten. Den komödiantischen Höhepunkt sieht Schneider in dem Besuch der beiden humorlosen Ermittler, die Babtous und Dennis Wohnung begutachten, um zu prüfen, ob die beiden tatsächlich in einer Ehe leben. Der Film verhandele neben brisanten, komplexen Inhalten wie Schwulen- und Ausländerfeindlichkeit auch die Beziehung zu den Eltern und die Macht der sozialen Medien. Die beiden Hauptdarsteller Farba Dieng und Julius Nitschkoff begeisterten, egal ob als beste Kumpels oder erzwungenermaßen als homosexuelles Ehepaar, mit einem unbekümmerten Auftreten und ihrem energetischen Spiel.
Barbara Schweizerhof schreibt in der Berliner Morgenpost, neben den üblichen slapstickhaften Szenen mit tölpelhaften Polizisten und cool auftretenden Pseudo-Gangstern finde Florian Dietrich wunderbare Szenen des Aufbrechens vorgefasster Urteile. So schienen sich Babtou und Dennis besser zu kennen, als so manches Liebespaar es täte, und beim Ausgehen mit den queeren Freunden der Nachbarin entdeckten die beiden Minimachos, wie befreiend es sein kann, beim Tanzen, Berühren und Küssen einfach mal Grenzen zu überwinden. So gelinge dem Regisseur mit seiner Komödie eine feine Gratwanderung.
Die Jugend-Filmjury der Deutschen Film- und Medienbewertung empfiehlt den Film, weil er auf sehr humorvolle und lebensnahe Weise wichtige Themen wie Homosexualität, Abschiebungen und Rassismus beleuchtet und wegen seiner Authentizität, die durch die Schauplätze und die sehr guten Schauspieler entsteht. Auch von den Leistungen der Schauspieler zeigte sich die Jury sehr überzeugt.

### Auszeichnungen
Toubab wurde Ende Februar 2022 in die Vorauswahl für den Deutschen Filmpreis aufgenommen. Im Folgenden eine Auswahl von Auszeichnungen und Nominierungen.
Bayerischer Filmpreis 2021
- Auszeichnung in der Kategorie Nachwuchsdarsteller (Farba Dieng)
- Auszeichnung in der Kategorie Nachwuchsdarsteller (Julius Nitschkoff)[22]

Deutscher Filmpreis 2022
- Nominierung für die Beste männliche Hauptrolle (Farba Dieng)

Deutscher Schauspielpreis 2022
- Nominierung als Bester Schauspieler in einer dramatischen Nebenrolle (Seyneb Saleh)
- Auszeichnung als Bestes Duo (Farba Dieng und Julius Nitschkoff)

Fernsehfilmfestival Baden-Baden 2021
- Nominierung für den MFG Star (Florian Dietrich)[23]

Filmkunstfest Mecklenburg-Vorpommern 2021
- Auszeichnung mit dem NDR-Regiepreis (Florian Dietrich)
- Auszeichnung mit dem Darstellerpreis (Farba Dieng und Julius Nitschkoff)
- Auszeichnung mit dem Publikumspreis[24]

First Steps – Der deutsche Nachwuchspreis 2020
- Nominierung als Bester abendfüllender Spielfilm (Florian Dietrich)
- Nominierung für den Götz-George-Nachwuchspreis (Farba Dieng)
- Nominierung für den Götz-George-Nachwuchspreis (Julius Nitschkoff)[25][26]

Hessischer Filmpreis 2020
- Nominierung in der Kategorie Spielfilm[27]

Internationales Filmfestival Warschau 2021
- Nominierung im internationalen Wettbewerb
- Auszeichnung mit dem Publikumspreis[28][29]

New Faces Awards 2021
- Auszeichnung als Bester Debütfilm (Florian Dietrich)

Sofia Film Festival 2022
- Nominierung im internationalen Wettbewerb[30]